# 小行星3883
小行星3883（英語：3883 Verbano）是一颗围绕太阳公转的小行星。1972年9月7日，尼古拉·切爾尼赫在克里米亚发现了此天体。
这颗小行星的绝对星等为181.7498457756505等。